# Румунска православна црква Св. пророка Илије у Ковину
Румунска православна црква Св. пророка Илије у Ковину, подигнута је 1906. године и представља непокретно културно добро као споменик културе.
Црква је зидана 1906. године, пројектовали су га Petru Schlarb и његов син из Румуније. Подигнута је као једнобродна грађевина основе уписаног крста са полукружном апсидом, оријентисана у правцу исток-запад. Из масе главног прочеља издиже се висок звоник, наглашене лимене капе. Двоводна, дрвена кровна конструкција покривена је бибер црепом. Фасаде су оживљене прислоњеним пиластрима и вишеструко профилисане венцима. Улазни портал је наткривен троугаоним тимпаноном који се као елемент декорације понавља и над бочним прозорским отворима. Зидно сликарство из 1937-1938. године рад је Александра Штефа, док је за иконостасну преграду, у деловима допремљену из Румуније, ангажован Иван Босиок. 
Споменик културе, значајан пример стваралаштва румунског народа, смештен је у центру града, тако да поред складности архитектонске концепције поседује и просторно-урбанистичку вредност.